# 中国散文学会
中国散文学会是中华人民共和国散文工作者组成的全国性群众团体，1984年8月6日成立于天津市。首任会长为吴组湘，名誉会长为冰心。